# Església de Bolderāja (Riga)
L'Església de Bolderāja (en letó: Bolderājas evaņģēliski luteriskā baznīca) és una església luterana a la ciutat de Riga, capital de Letònia, està situada al carrer Lielaja, 45. És una església parroquial de l'Església Evangèlica Luterana de Letònia L'església de fusta va ser construïda el 1875.

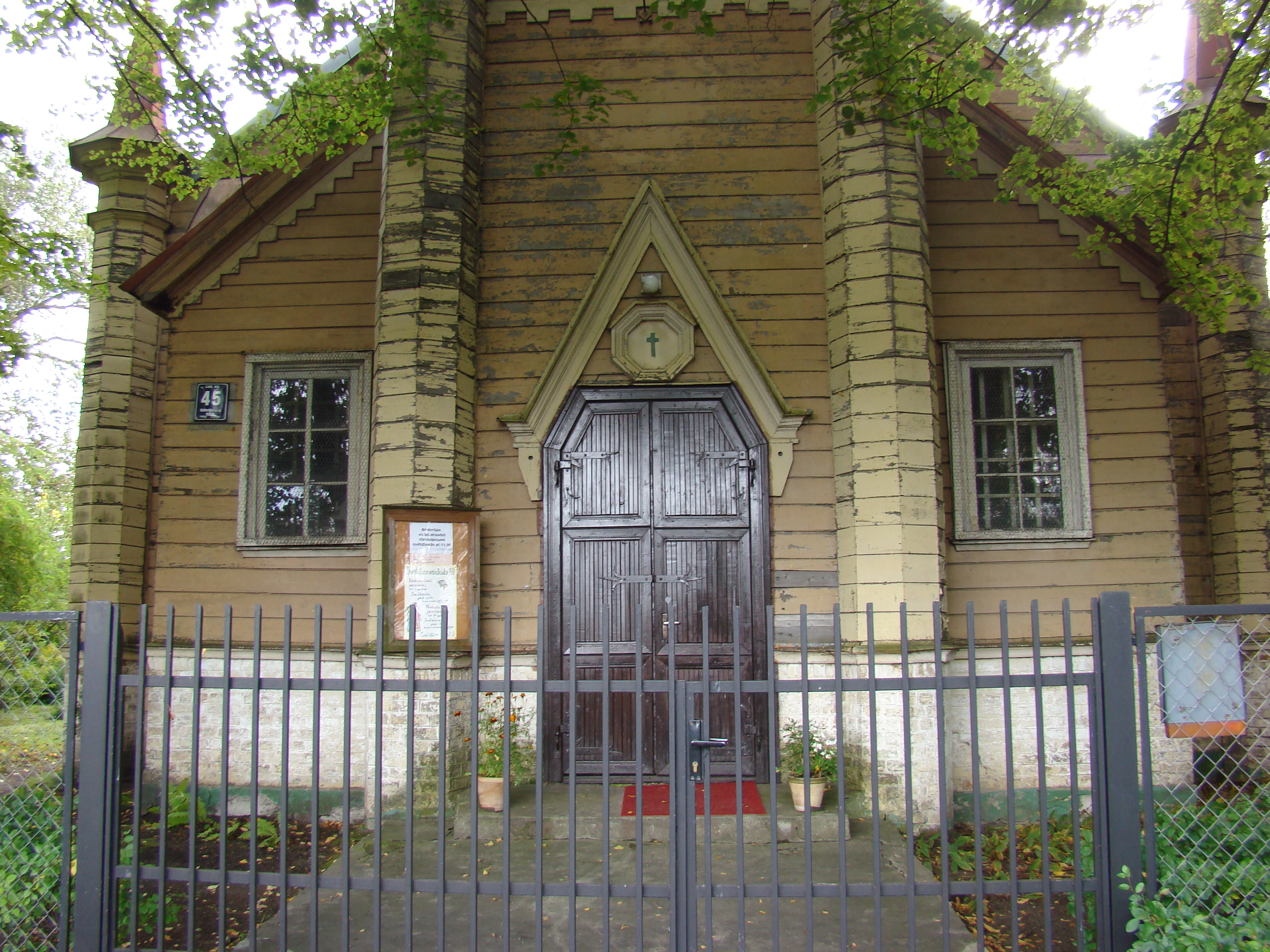
Detall de la façana